# Hieracium calophyllum
Hieracium calophyllum es una especie de planta con flor del género Hieracium, de la familia Asteraceae, orden Asterales.

## Distribución
Hieracium calophyllum se distribuye por Albania y Yugoslavia.

## Taxonomía
Fue descrita científicamente por Uechtr. Fue publicada en Oesterr. Bot. Z. 24: 106 (1874).